# غلين داوني
غلين داوني (1 سبتمبر 1915 في الولايات المتحدة - 30 يناير 1976 في الولايات المتحدة) (بالإنجليزية: Glynn Downey)‏ هو مدرب كرة سلة ولاعب كرة سلة أمريكي في مركز مدافع مسدد الهدف. لعب مع Indianapolis Jets ‏.

## وصلات خارجية
- غلين داوني على موقع سبورتس رفرنس (الإنجليزية)